# Manuele Cantacuzeno
Manuele Cantacuzeno (in greco Μανουήλ Καντακουζηνός?, Manouēl Kantakouzēnos (Mistra, 1326 circa – Mistra, 10 aprile 1380) fu despota della Morea dal 25 ottobre 1349 fino alla sua morte e fu un pretendente del principato d'Acaia.

## Biografia
Manuele Cantacuzeno era il secondogenito dell'imperatore bizantino Giovanni VI Cantacuzeno (1347-1354) e di Irene Asanina. Suo nonno era Andronico Asen, figlio a sua volta di Ivan Asen III di Bulgaria e di Irene Paleologa, Irene era figlia di Michele VIII Paleologo e Teodora Ducas Vatatzina.
Manuele era diventato governatore di Veria e poi di Costantinopoli, a metà degli anni 40 del XIV secolo. Nel 1348, Manuele, fu nominato dal padre despota della Morea, arrivò nella sua provincia nel 1349. Manuele fu il primo di una lunga serie di governatori di provincia, che portava il titolo di despota, che erano strettamente legati alla famiglia imperiale di Costantinopoli.
Manuele ristabilì l'ordine nella Morea, schiacciando l'opposizione dei notabili locali (arconti). La sua popolarità fu molto alta, infatti quando Giovanni VI Cantacuzeno abdicò in favore del genero Giovanni V Paleologo, Manuele fu in grado di rimanere al comando del despotato della Morea governatore, nonostante il basileus volesse per sé il potere del despotato, e fosse disposto a prenderlo con la forza. Infine l'imperatore rinunciò a voler riprendere per sé il despotato e riconobbe Manuele come despota della Morea. Dopo che Manuele si fu assicurato il despotato per sé, iniziò ad avere relazioni pacifiche con gli stati latini confinanti, assicurato un lungo periodo di pace e prosperità alla sua provincia. Nel 1360 fu fondata un'alleanza bizantina-latina, per poter tener testa alle scorrerie dei turchi ottomani, di Murad I. Inoltre, Manuele incoraggiò l'immigrazione di albanesi in Morea, per così poter risolvere il problema del calo della popolazione; grazie a ciò, nel despotato migliorò la manodopera, l'economia e l'esercito.
Manuele Cantacuzeno sposò Isabella (o Zampea = Maria) di Lusignano (1333c. - a Cipro, 1382 o 1387), era figlia di Guido di Lusignano (re con il nome di Costantino IV d'Armenia del Regno armeno di Cilicia), i due sì sposarono a Costantinopoli nel 1347, ma non ebbero nessun erede maschio. Manuele Cantacuzeno morì nel 1380, gli succedette come despota della Morea il fratello maggiore, l'ex co-imperatore Matteo Cantacuzeno. Il corpo di Manuele fu sepolto a Mistra, tre anni più tardi accanto a lui sarebbe stato sepolto anche il padre.

## Ascendenza
|                                             |                                |                                             | Genitori                                   |  |  | Nonni |  |  | Bisnonni |  |  | Trisnonni |  |
|                                             |                                |                                             |                                            |  |  |       |  |  | …        |  |  | …         |  |
|                                             |                                |                                             |                                            |  |  |       |  |  | …        |  |  | …         |  |
|                                             |                                | …                                           |                                            |  |  |       |  |  | …        |  |  |           |  |
| Michele Cantacuzeno, despota di Morea       |                                |                                             |                                            |  |  |       |  |  | …        |  |  |           |  |
|                                             |                                | …                                           | …                                          |  |  |       |  |  |          |  |  |           |  |
|                                             |                                | …                                           | …                                          |  |  |       |  |  |          |  |  |           |  |
|                                             |                                | …                                           | …                                          |  |  |       |  |  |          |  |  |           |  |
| Giovanni VI Cantacuzeno, basileus dei Romei |                                | …                                           |                                            |  |  |       |  |  |          |  |  |           |  |
|                                             |                                | …                                           | …                                          |  |  |       |  |  |          |  |  |           |  |
|                                             |                                | …                                           | …                                          |  |  |       |  |  |          |  |  |           |  |
|                                             |                                | …                                           | …                                          |  |  |       |  |  |          |  |  |           |  |
| Teodora Paleologa Cantacuzena Angela        |                                | …                                           |                                            |  |  |       |  |  |          |  |  |           |  |
|                                             |                                | …                                           | …                                          |  |  |       |  |  |          |  |  |           |  |
|                                             |                                | …                                           | …                                          |  |  |       |  |  |          |  |  |           |  |
|                                             |                                | …                                           | …                                          |  |  |       |  |  |          |  |  |           |  |
| Manuele Cantacuzeno                         |                                | …                                           |                                            |  |  |       |  |  |          |  |  |           |  |
|                                             | Ivan Asen III, zar di Bulgaria | …                                           |                                            |  |  |       |  |  |          |  |  |           |  |
|                                             | Ivan Asen III, zar di Bulgaria | …                                           |                                            |  |  |       |  |  |          |  |  |           |  |
|                                             | Ivan Asen III, zar di Bulgaria | …                                           |                                            |  |  |       |  |  |          |  |  |           |  |
| Andronico Asen                              | Ivan Asen III, zar di Bulgaria |                                             |                                            |  |  |       |  |  |          |  |  |           |  |
|                                             |                                | Irene Paleologina                           | Mico Asen, zar di Bulgaria                 |  |  |       |  |  |          |  |  |           |  |
|                                             |                                | Irene Paleologina                           | Mico Asen, zar di Bulgaria                 |  |  |       |  |  |          |  |  |           |  |
|                                             |                                | Irene Paleologina                           | Maria Asenina di Bulgaria                  |  |  |       |  |  |          |  |  |           |  |
| Irene Asanina                               |                                | Irene Paleologina                           |                                            |  |  |       |  |  |          |  |  |           |  |
|                                             |                                | Michele Ducas Glabas Tarchaneiotes          | Michele VIII Paleologo, basileus dei Romei |  |  |       |  |  |          |  |  |           |  |
|                                             |                                | Michele Ducas Glabas Tarchaneiotes          | Michele VIII Paleologo, basileus dei Romei |  |  |       |  |  |          |  |  |           |  |
|                                             |                                | Michele Ducas Glabas Tarchaneiotes          | Teodora Ducas Vatatzina                    |  |  |       |  |  |          |  |  |           |  |
| N. Tarchanaiotissa                          |                                | Michele Ducas Glabas Tarchaneiotes          |                                            |  |  |       |  |  |          |  |  |           |  |
|                                             |                                | Maria Ducaina Comnena Palaiologina Branaina | …                                          |  |  |       |  |  |          |  |  |           |  |
|                                             |                                | Maria Ducaina Comnena Palaiologina Branaina | …                                          |  |  |       |  |  |          |  |  |           |  |
|                                             |                                | Maria Ducaina Comnena Palaiologina Branaina | …                                          |  |  |       |  |  |          |  |  |           |  |
|                                             |                                | Maria Ducaina Comnena Palaiologina Branaina |                                            |  |  |       |  |  |          |  |  |           |  |